# Ка Кавалара (Ферара)
Ка Кавалара (итал. Ca' Cavallara) је насеље у Италији у округу Ферара, региону Емилија-Ромања.
Према процени из 2011. у насељу је живело 55 становника. Насеље се налази на надморској висини од 5 м.